# Пристанище на Великата лавра
Пристанището на Великата лавра (на гръцки: Μέγας Πύργος Αγίου Παύλου) е укрепено пристанищно съоръжение, разположено на полуостров Света гора, Халкидики, Гърция.

## Местоположение
Пристанището (арсаната) е разположено на брега на Бяло море на 20 минути източно от Великата лавра.

## История
Най-вероятно на мястото е имало по-стара кула, чието обновяване през XVI - XVII век е дало сегашния си вид. В средата на XX век каменната зидария е покрита с цимент, което придава необичаен външен вид на кулата.

## Описание
Укрепената кула на крепостта е разположена на скален полуостров и има укрепителна стена към морето, с валове и периметър, както и подвижен мост, докато основната крепост е по-ниска. В кулата има параклис на Свети Георги Арменски.